# Lista de membros da Royal Society eleitos em 1725
Esta é uma lista de Membros da Royal Society eleitos em 1725.

## Fellows
- Silvanus Bevan (1691-1765)
- Maurice Antonio de Capeller (1685-1769)
- Andreas Henry de Cronhelm (-1753)
- Charles de la Faye (-1762)
- Antonio Galvão (-1730)
- Nathan Hickman (ca. 1695-1746)
- Thomas Hill (ca. 1683–1758)
- Robert Houston (1678-1734)
- Thomas Hunt (-1731)
- Robert Nesbitt (ca. 1697-1761)
- Caspar Neumann (1683-1737)
- Richard Poley (-1770)
- Thomas Roby (1689-1729)
- Edmund Stone (1702-1768)
- George Lewis Teissier (- 1742), médico alemão[2]
- James Theobald (- 1759), mercador[3]
- Taylor White (1701-1772), colecionador[4]